# HMS Gallant (H59)
«Галант» (H59) (англ. HMS Gallant (H59) — військовий корабель, ескадрений міноносець типу «G» Королівського військово-морського флоту Великої Британії за часів Другої світової війни.
«Галант» був закладений 15 вересня 1934 року на верфі компанії Alexander Stephen and Sons, у Глазго. 25 лютого 1936 увійшов до складу Королівських ВМС Великої Британії.